# Памятник Ивану Сусанину
Памятник царю Михаилу Фёдоровичу и крестьянину Ивану Сусанину — монумент, воздвигнутый в Костроме в 1851 году в честь легендарного подвига во время Смутного времени. Автор памятника — скульптор В. И. Демут-Малиновский. Памятник находился в центре города, посреди Сусанинской площади. Разрушен в 1918—1928 годах.

В 1967 году в Костроме установлен памятник Ивану Сусанину работы скульптора Н. А. Лавинского.

## Памятник царю Михаилу Фёдоровичу и крестьянину Ивану Сусанину (1851)

### Создание памятника

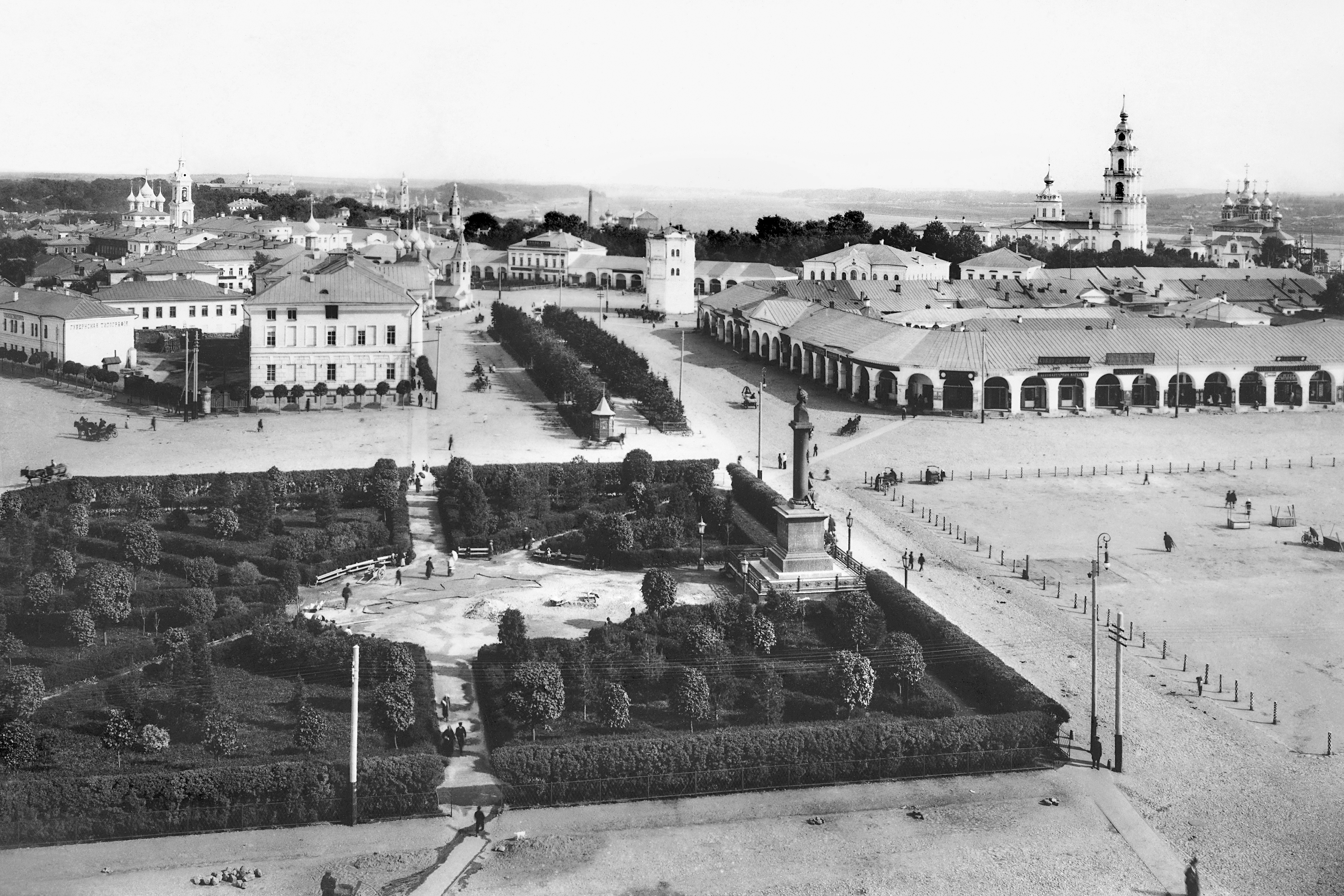
Вид на памятник и Сусанинскую площадь с каланчи.

Идея сооружения в Ипатьевском монастыре памятника основателю династии Романовых родилась в среде костромского дворянства во время подготовки к посещению Костромы Николаем I в сентябре 1834 года. Император во время своего пребывания в Костроме 7—9 октября 1834 года приказал гражданскому губернатору А. Г. Приклонскому представить предложения «об устройстве и приведении в лучшее состояние Ипатьевского монастыря и потомков Сусанина». После доклада Приклонского 8 (20) июня 1835 года последовало «Высочайшее соизволение» на сооружение «памятника Царю Михаилу Фёдоровичу и поселянину Ивану Сусанину во свидетельство, что благородные потомки видели в бессмертном подвиге Сусанина — спасении жизни новоизбранного русской землей царя через пожертвование своей жизни — спасение православной веры и русского царства от чужеземного господства и порабощения». Памятник надлежало возвести не в монастыре, а на центральной городской площади, которая в связи с этим переименовывалась из Екатеринославской в Сусанинскую..
По этому поводу графиня Е. П. Ростопчина в стихотворении «На памятник, сооружаемый Сусанину», писала:
Тебе ль чугун, тебе ли мрамор ставить,

Сусанин доблестный и верный гражданин,

Святой Руси достойный сын?

Тебя ли можем мы чрез памятник прославить?

Увековечим ли тебя в стране твоей

Деяньем рук и грудами камней?

Чугун растопится… полудня мрамор белый

Раздробят долгие морозы русских зим…

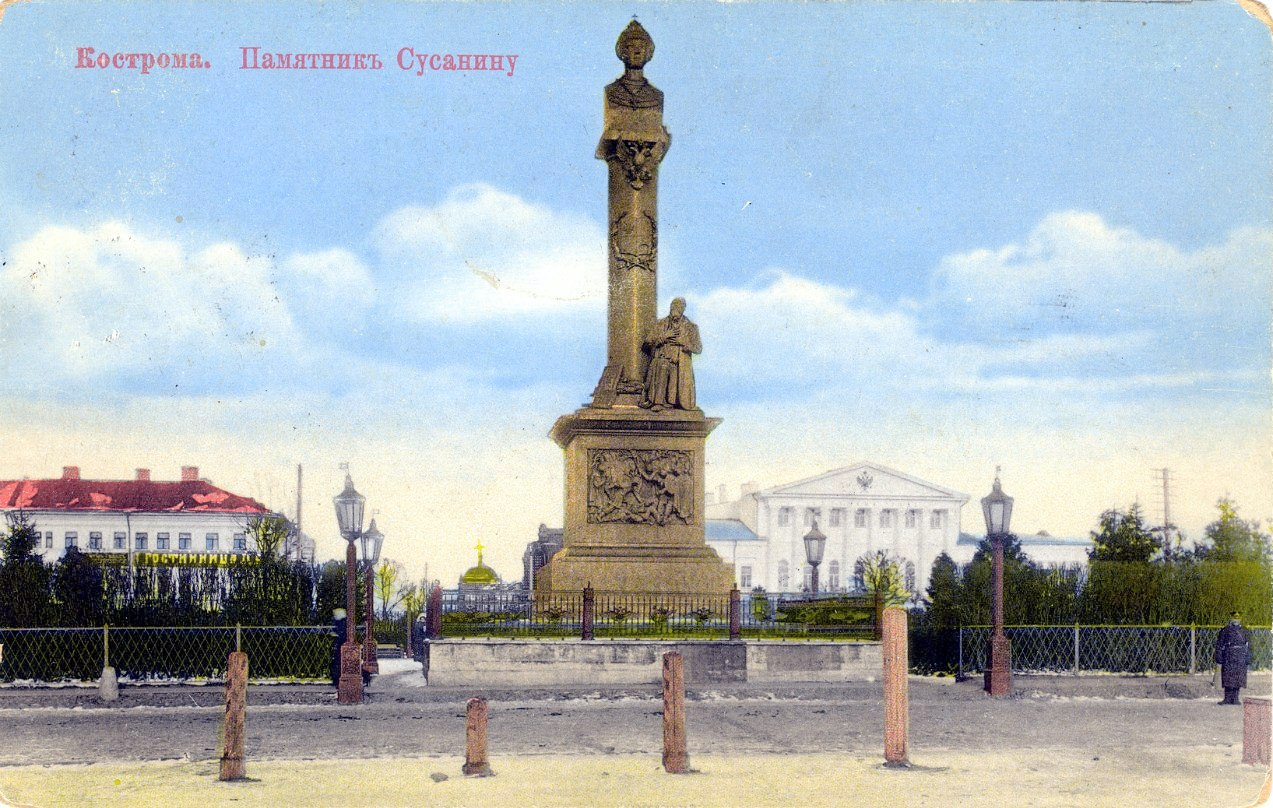
Памятник в Сусанинском сквере (цветная открытка начала XX века).

От императорского указа до открытия памятника прошло более 15 лет. В том же 1835 году было объявлено о конкурсе на лучший проект памятника. В 1836 году на конкурс было представлено пять проектов, в которых предполагалось сооружение как памятных часовен, так и установка скульптур. Предпочтение было отдано предложению В. И. Демут-Малиновского, который и представил вскоре окончательный проект, утверждённый в апреле 1838 года.
Скульптор выполнил бюст молодого царя и статую Сусанина из глины, притом Сусанина пришлось делать дважды из-за разрушения первой модели в 1839 году. К февралю 1842 года фигуры и барельеф были готовы и к осени 1845 года изготовлены из меди в петербургской мастерской Иоганна Гамбургера новейшим тогда методом гальванопластики.
Торжественная закладка памятника состоялась на Сусанинской площади 2 (14) августа 1843 года. В течение месяца был закончен фундамент глубиной более 3 метров, на который пошло 100 тысяч штук кирпича высшего качества. 19 сентября (1 октября) 1843 года из Петербурга были доставлены гранитные колонна и плиты для пьедестала. В 1845 году в основном завершили строительные работы, в августе 1847 года были доставлены все металлические части памятника. Случившийся в начале сентября 1847 года грандиозный пожар, в котором город сильно пострадал, отсрочил открытие. Только к лету 1850 года в основном завершилось восстановление центральной части Костромы, окончательная отделка памятника закончена 16 (28) августа 1850 года. Употребленная на устройство памятника сумма составила 43543 руб. 23¾ коп. серебром.
14 (26) марта 1851 года в день почитания Феодоровской иконы Божией Матери памятник царю Михаилу Фёдоровичу и крестьянину Ивану Сусанину был торжественно открыт в центре Костромы при огромном стечении народа.
В 1900 году решением городской Думы вокруг памятника был разбит сквер, получивший название Сусанинского.

### Описание памятника

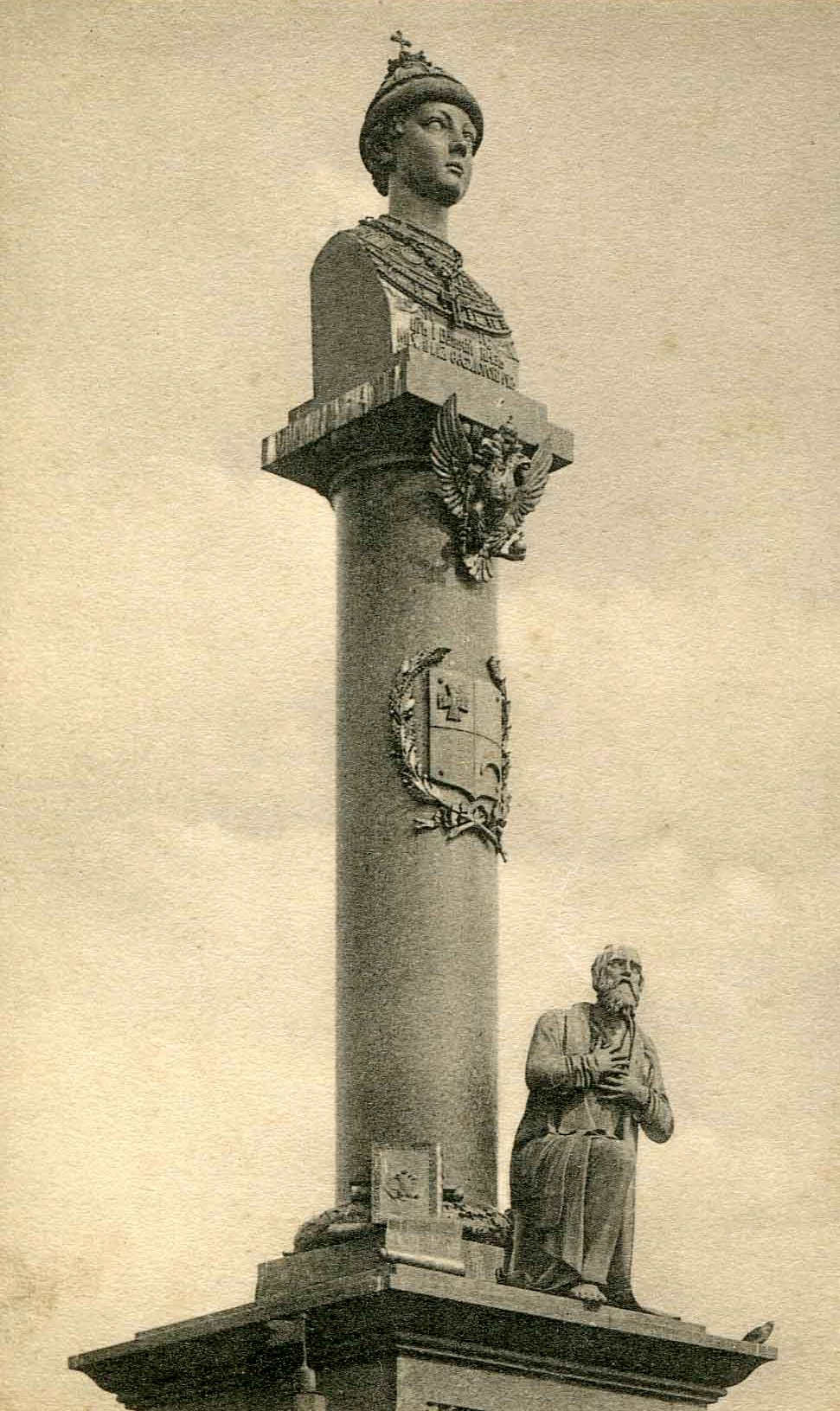
Верхняя часть памятника, 1900-е

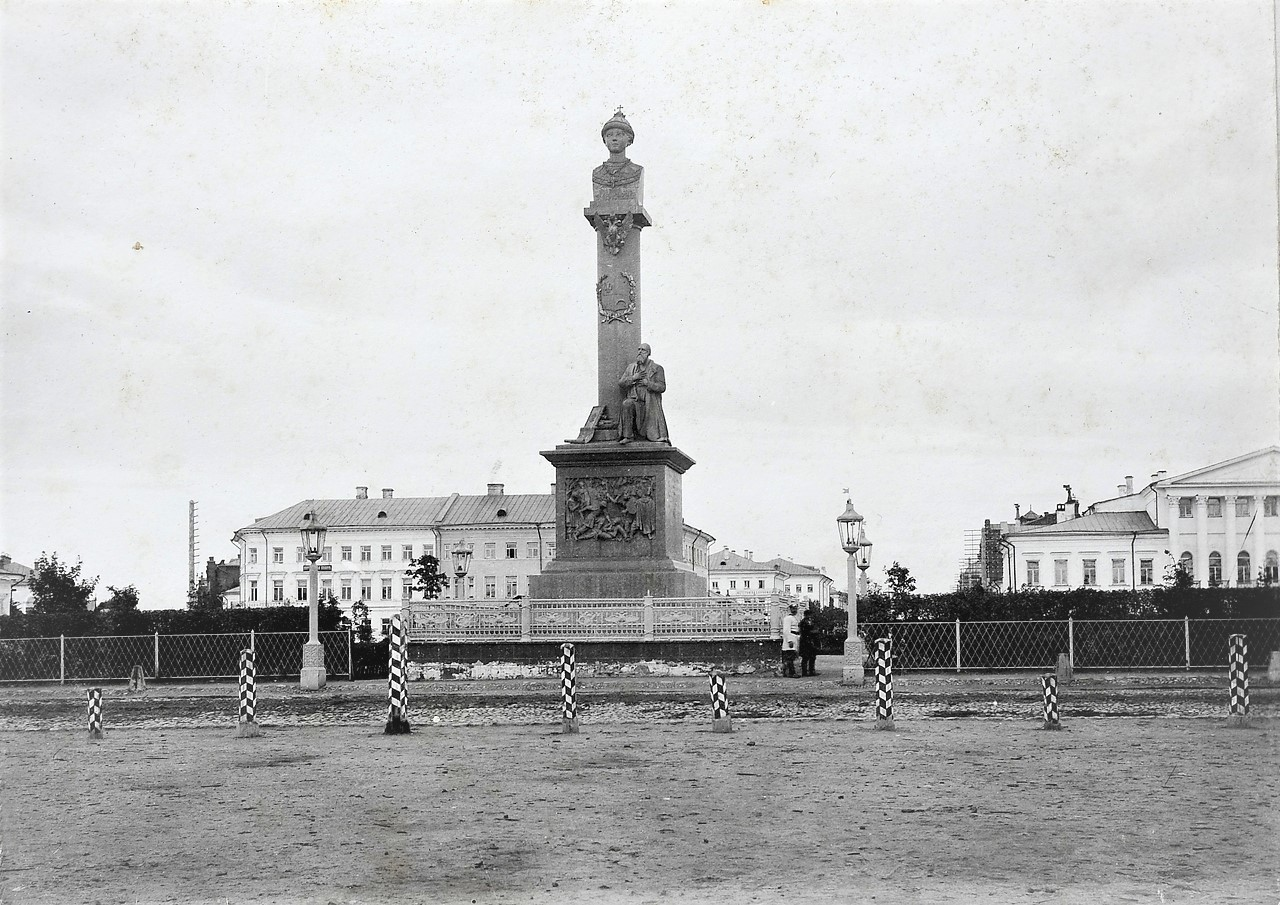
Памятник на фоне площади, 1900-е

Барельеф на постаменте памятника царю Михаилу Фёдоровичу и Ивану Сусанину, 1908

Памятник представлял собой шестиметровую колонну «смешанного стиля полудорийского и отчасти флорентийского с капителью и цоколем» из красного гранита, которая покоилась на массивном постаменте в виде параллелепипеда. Памятник весил 17 тысяч пудов (около 280 тонн), а с фундаментом 140 тысяч пудов (почти 2300 тонн) и в высоту от основания 21 аршин (15 метров).
Над капителью высился бюст юного царя Михаила Фёдоровича в шапке Мономаха и бармах, на груди которого ярко выделялся позолоченный крест. В верхней лицевой части колонны находился государственный герб — раскинувший крылья двуглавый орёл, в средней части её был укреплён обрамлённый венком «павловский» герб Костромской губернии: щит, разделенный на четыре части, в первой из них крест, в четвёртой — полумесяц, обращенный вниз.
У основания колонны размещалась коленопреклоненная статуя молящегося народного героя в крестьянском костюме, слева от которого лежали в виде свитков две жалованные грамоты его потомству. Лицевую сторону облицованного гранитом постамента украшал барельеф, изображающий сцену гибели Сусанина. На обратной стороне постамента золотыми буквами было написано: «Ивану Сусанину, за Царя, — спасителя веры и царства, живот свой положившему. Благодарное потомство», на двух боковых сторонах — медальоны «1613» и «1851».

Стоит из меди кованный,
Точь-в-точь Савелий-дедушка,
Мужик на площади.
«Чей памятник?» — Сусанина.— Н. А. Некрасов «Кому на Руси жить хорошо»
Вся композиция была развернута в сторону Волги и Торговых рядов. Двумя уступами плотно к постаменту памятник окружала «прекрасная решётка, украшенная арматурами из доспехов и распластанными Николаевскими орлами…». Скульптурный ансамбль дополняли четыре чугунных фонаря по краям решетки.

Памятник Сусанину — хорош. Он «губернский», скромный, не столичная краса: но закруглен в мысли и форме.— В. В. Розанов «Кострома и костромичи»

Памятник очень хорош в ансамбле; на первый взгляд он может показаться скромным. Но это и составляет его главное достоинство; он много выигрывает в перспективе; он почти величествен, если наблюдать его при подъёме с арки приречной, или береговой заставы …; внушителен памятник и с довольно удаленных от площади пунктов скромных улиц города, выходящих радиусами к площади. Видно, что проектировавший монумент был истинным художником: он внимательно изучил обстановку, имеющую очень важное значение в художественном отношении; он не последовал советам некоторых, желавших воздвижения более высокой колонны, по-видимому, более соответствующей важности события и идей последнего; художник изящно соблюл закон гармонии, так необходимый во всяком художественном произведении…— Из доклада члена Костромской губернской учёной архивной комиссии Н. И. Коробицина 14 марта 1893 года

Композиция его… относится к тому периоду творчества Демут-Малиновского, когда он находился уже под влиянием национальных тенденций и в творчестве своем не лишен был даже ложного пафоса. Этим пафосом дышит и фигура коленопреклоненного Сусанина, поставленного на чрезмерно широкий и массивный, по отношению к тонкой и элегантной тосканской колонне, пьедестал. На колонне вверху бюст царя, Михаила Федоровича в шапке Мономаха, изображенного отроком. На пьедестале надписи и барельефы, представляющие убиение Сусанина поляками. Исполнение барельефа несколько грубоватое и не лишено ложных тенденций в выработке костюмов и лиц.— Кострома: исторический очерк В. К. Лукомского и описание памятников художественной старины Г. К. Лукомского. СПб., 1913. Репринт : М., 2002. С.415-501.

### Уничтожение памятника
Сразу после Октябрьской революции над памятником нависла угроза уничтожения: декрет Совнаркома от 12 апреля 1918 года «О памятниках республики» предусматривал снятие памятников, «воздвигнутых в честь царей и их слуг». Памятник «идеально» подходил под эту формулировку: налицо были фигуры и царя, и «слуги». Разрушение памятника было начато 6 сентября 1918 года накануне первой годовщины революции: с колонны и постамента были сброшены бюст Михаила и скульптура Сусанина. Медные фигуры, вероятнее всего, были отправлены в переплавку. Тогда же Сусанинская площадь была переименована в площадь Революции (историческое название возвращено в 1992 году).

Прежний памятник … оскорблял чувства народа: на мраморной колонне возвышался бюст царя Михаила Романова, а у подножия колонны с выражением рабской покорности сгибалась небольшая фигурка Сусанина. — Путеводитель «Ленинград - Астрахань - Ростов-на-Дону», 1968
Почти десять лет колонна была закрыта деревянным обелиском, увенчанным красным флагом. На четырёх сторонах обелиска были укреплены портреты вождей российского и международного революционного движения. Постамент использовался как трибуна во время революционных торжеств. К 1928 году деревянный обелиск пришел в ветхое состояние, и городские власти распорядились свалить колонну с постамента и закопать тут же в сквере. Окончательный снос памятника был произведен в 1934 году. Гранитная облицовка постамента была разбита на щебень и использована для мощения «нескольких метров мостовой на площади и по Советской улице».

### Дискуссия о восстановлении памятника
Колонна была позже выкопана при земляных работах и сохранилась. В начале XXI века колонна была уложена в центре Сусанинской площади, позднее её убрали и установили на этом месте временный памятный знак, так как в рамках подготовки к празднованию в 2013 году 400-летия династии Романовых памятник планировалось восстановить. Однако в 2012 году памятный знак был также убран, что свидетельствовало об отмене проекта, связанного с восстановлением памятника.
В канун 400-летия династии Романовых (2013) бывший мэр Костромы Борис Коробов установил во дворе своего дома осовремененную версию исторического памятника.
В конце 2020 года вопрос о восстановлении исторического памятника вновь остро обсуждался.

## Памятник Ивану Сусанину (1967)

Современный памятник Ивану Сусанину в Костроме (1967)

История возведения ныне существующего памятника насчитывает два десятилетия. Первым директивным документом по этому поводу стало постановление о проектировании и сооружении памятника, принятое в 1947 году сессией Верховного Совета РСФСР. Но реально работа над проектом памятника, лишенном монархических и религиозных символов, была начата только в 1959 году по поручению Министерства культуры РСФСР. Проект памятника создан молодым скульптором Н. А. Лавинским как выпускная студенческая работа ещё в 1952 году. Были начаты строительные работы на самом краю бывшей Сусанинской площади — у Молочной горы, над съездом к Волге, на месте разрушенной в 1924 году часовни Александра Невского, сооружённой в начале 1880-х годов в память об Александре II.
Однако почти сразу, в июле 1959 года ЦК КПСС было принято постановление «О наведении порядка в деле сооружения памятников», а в сентябре 1961 года за ним последовало решение временно приостановить работы по проектированию и сооружению ряда памятников, в том числе Ивану Сусанину в Костроме.
В 1965 году областному руководству удалось переломить ситуацию и добиться возобновления строительства. Конкурса не проводилось, рассматривался только проект Лавинского. В конце года прошло обсуждение проекта памятника общественностью Костромы, в ходе которого проект резко критиковался как дисгармоничный облику исторического центра города. Тем не менее, проект был утверждён, не в последнюю очередь, благодаря усилиям академика Н. В. Томского, учителя Н. А. Лавинского.

Скульптор Н. Лавинский ещё задолго до решения вопроса о сооружении памятника работал над созданием образа Ивана Сусанина. Работал влюблённо, много, упорно. В результате им создан художественно верный образ русского человека — патриота. Иван Сусанин Лавинского это не фигура, внешне выражающая героизм личности, а личность человека, наполненная большим содержанием жизни и патриотической любовью к своей родине, к своей земле. В образе Ивана Сусанина, созданном Лавинским с убедительной художественной силой, раскрыто величие русского человека, идущего на смертный подвиг не по горячности и наитию, а с полным сознанием всего происходящего, как выполнение долга перед своей родиной, перед своей многострадальной землёй. Замечательна голова в памятнике Сусанину, наполненная высокими благородными чувствами простого человека-патриота. Очень выразителен жест правой руки, утверждающий, что место врагу русской земли только в земле. Памятник в целом с его пьедесталом я считаю большой удачей скульптора и архитекторов. Это не «тумба», как выражаются авторы письма, а «непоколебимый столп», несущий в себе самые высокие, благородные чувства русского народа. — Из письма Н. В. Томского первому секретарю Костромского обкома КПСС Л. Я. Флорентьеву
Торжественное открытие памятника состоялось 28 сентября 1967 года. На нём присутствовала авторская группа, создавшая памятник — скульптор Н. А. Лавинский и архитекторы М. П. Бубнов и М. Ф. Марковский.
Памятник представляет собой фигуру крестьянина в долгополой одежде, стоящую на массивном цилиндрическом постаменте. Фигура и облицовка постамента изготовлены из жёлтого известняка. На постаменте надпись: «Ивану Сусанину — патриоту земли русской». Фигура развернута к Волге, тем самым обращена спиной к Сусанинской площади.